# Stacja bazowa

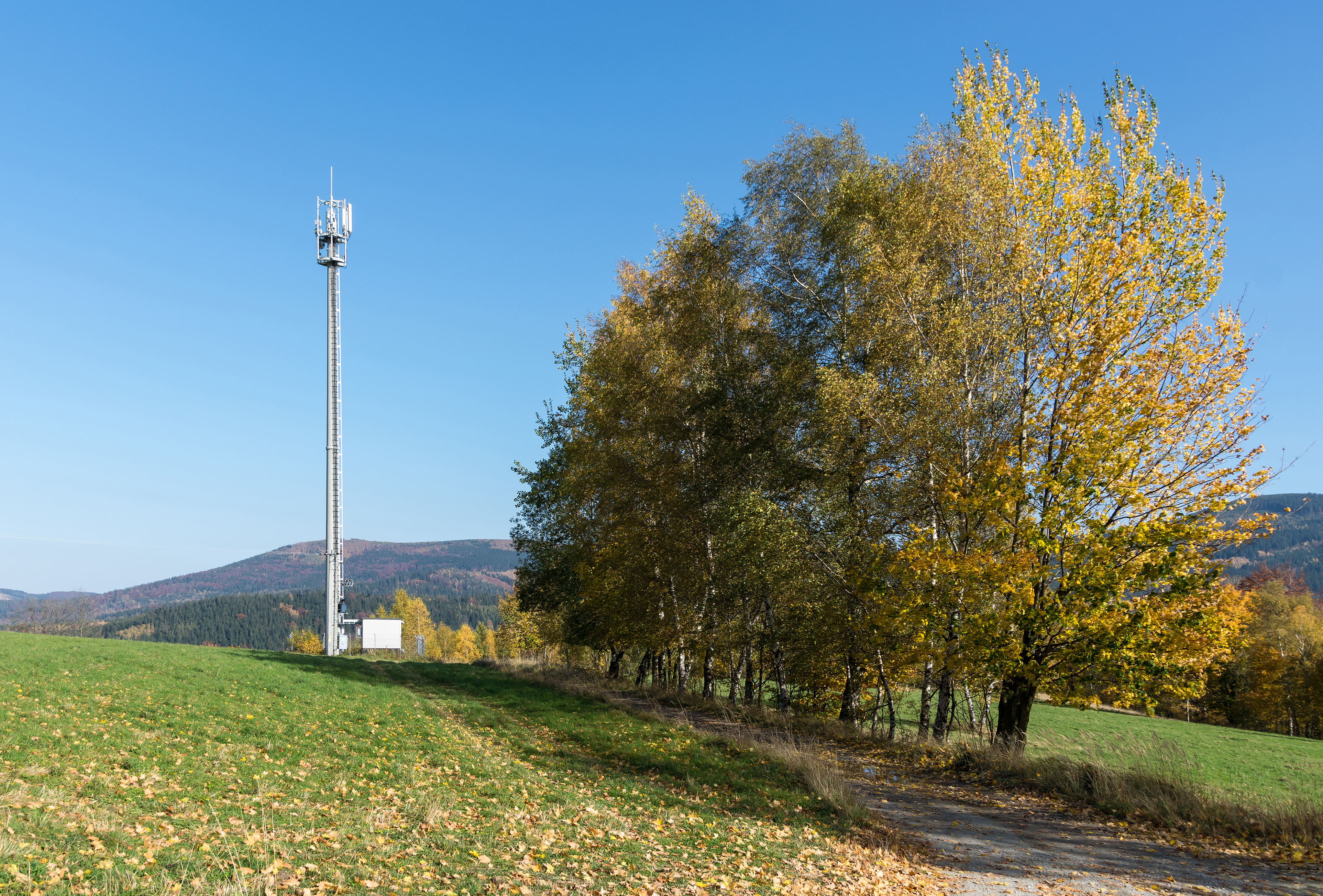
Stacja bazowa w Starej Morawie

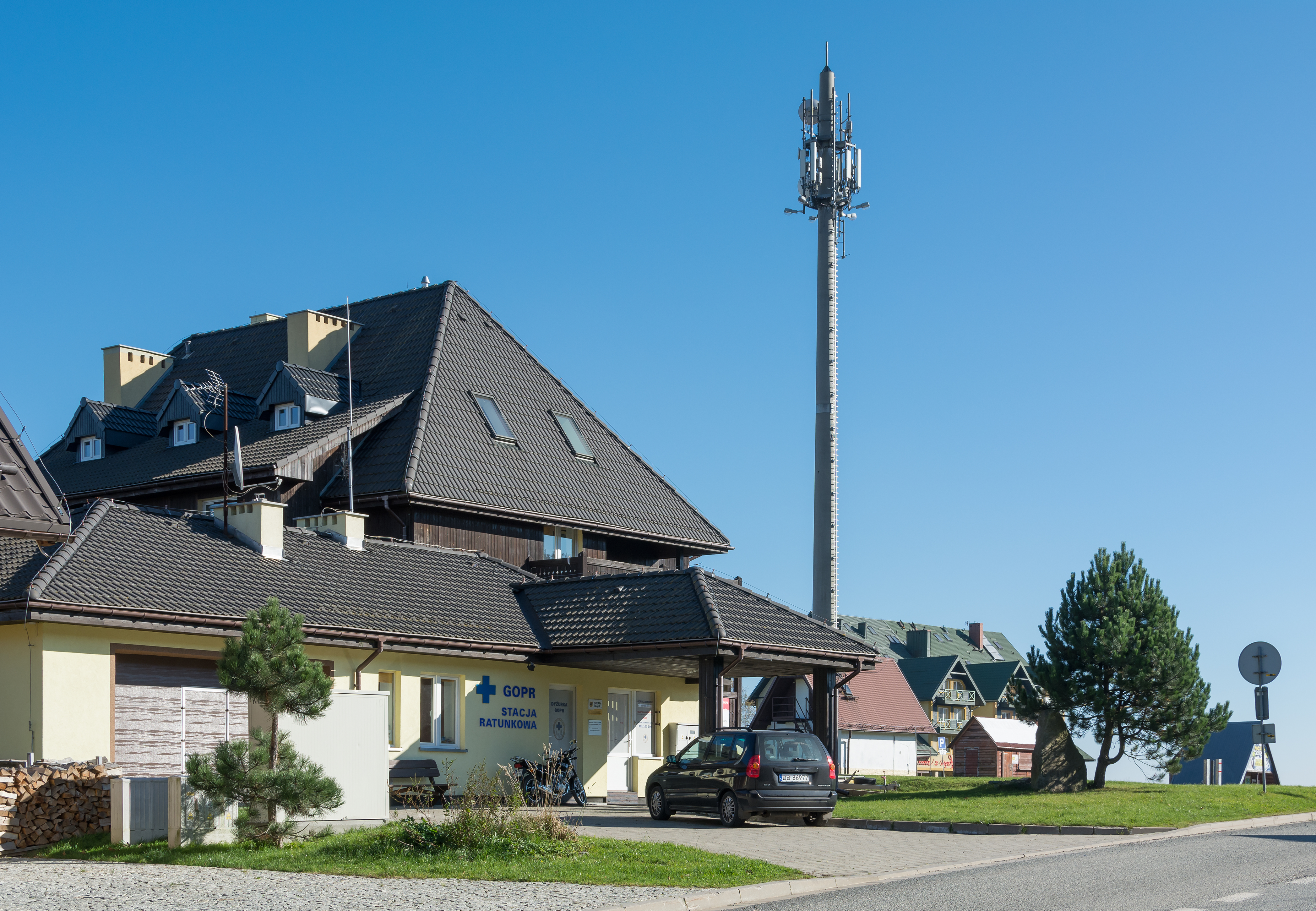
Stacja bazowa w Zieleńcu

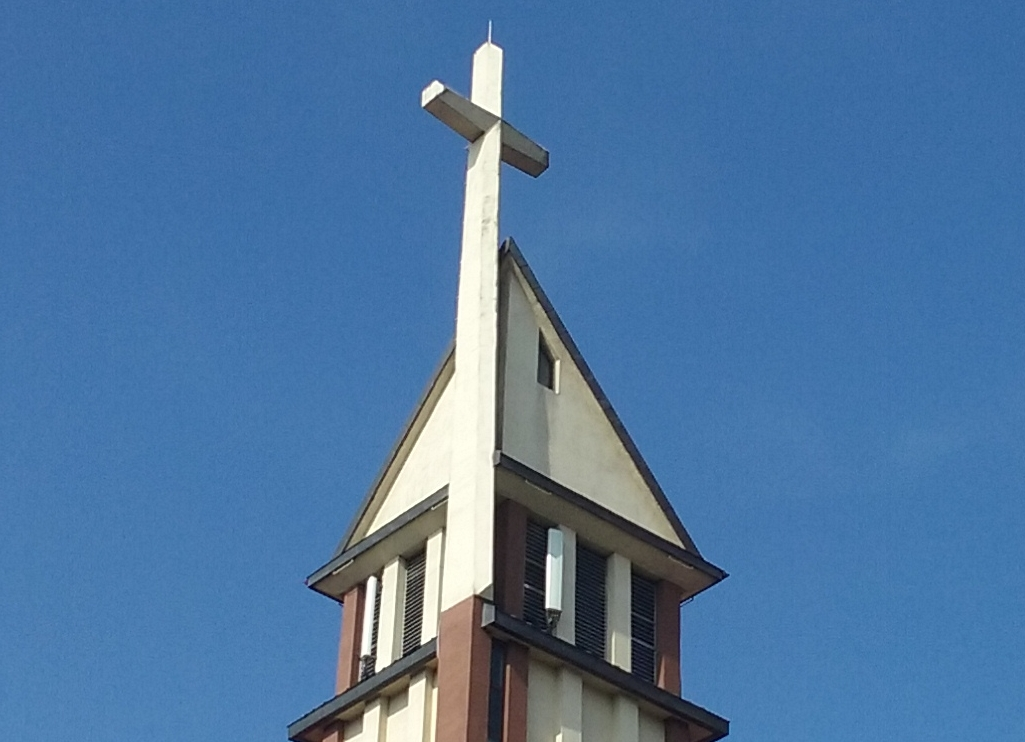
Stacja bazowa na wieży kościoła w Tomaszowie Mazowieckim

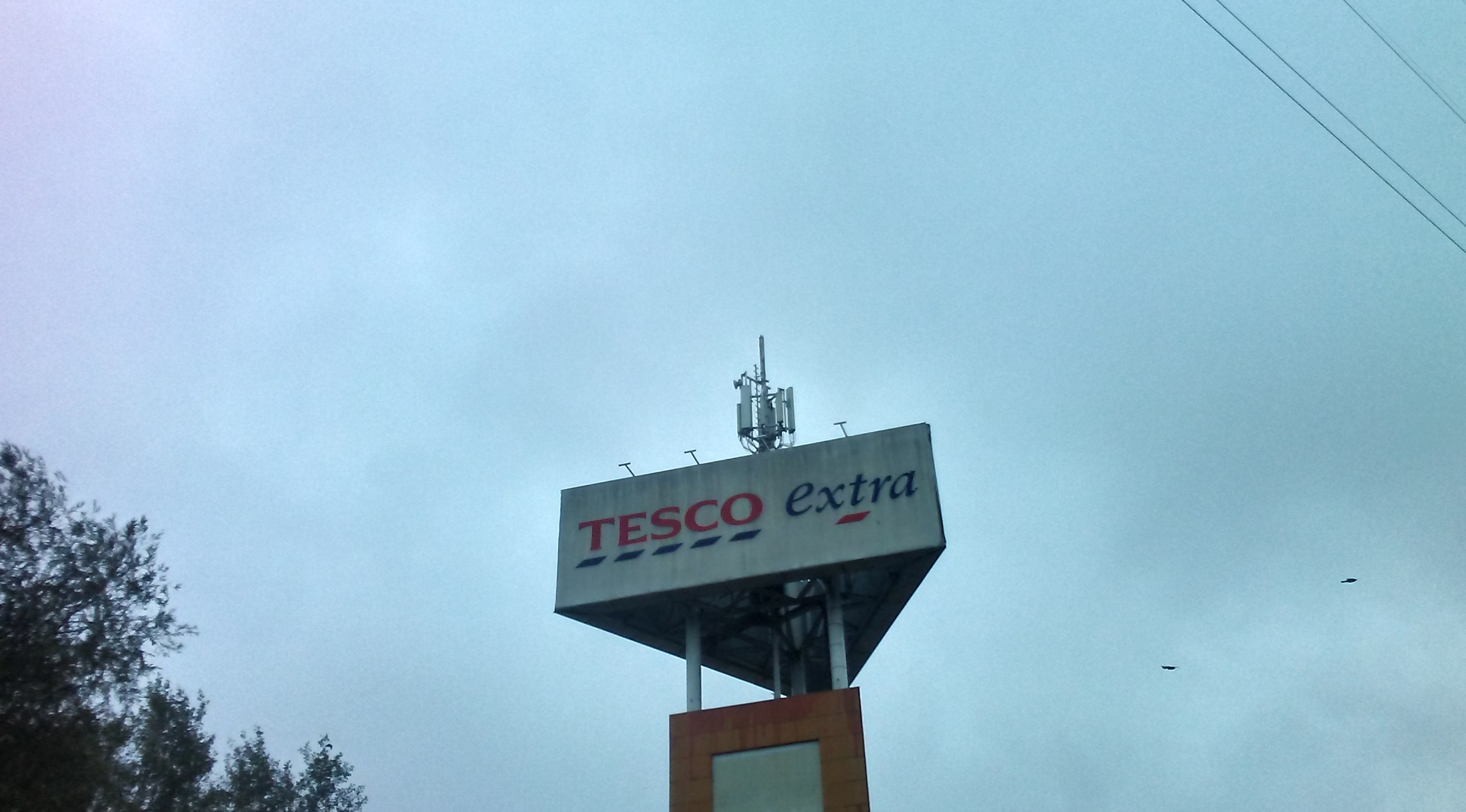
Stacja bazowa Play wewnątrz reklamy Tesco przy ulicy Pojezierskiej 93 w Łodzi

Stacja bazowa, stacja przekaźnikowa, BTS (ang. base transceiver station) – w systemach łączności bezprzewodowej (w tym GSM) urządzenie wyposażone w antenę fal elektromagnetycznych, często na wysokim maszcie, łączące terminal ruchomy (telefon komórkowy, pager) z częścią stałą cyfrowej sieci telekomunikacyjnej.
Na dalszych odcinkach (na przykład do centrali) sygnał może być transmitowany w światłowodach lub za pomocą radiolinii.

## Opis
Pojedyncza stacja bazowa może obejmować swoim zasięgiem jedną lub więcej komórek sieci telekomunikacyjnej. Terminal użytkownika korzysta z tej stacji bazowej, z której sygnał jest w danym punkcie (momencie) najsilniejszy, w razie potrzeby zmienia automatycznie dotychczasową stację, następuje tzw. handover, czyli przełączenie połączenia radiowego do innej stacji bazowej.
Instalacje BTS-ów umieszcza się albo w pomieszczeniach (np. w kontenerach telekomunikacyjnych), albo w specjalnych (niewielkich) szafach pozwalających na montaż stacji bezpośrednio na dachu.
Typowe wyposażenie stacji bazowej obejmuje baterie (do zasilania awaryjnego), prostownik (do ładowania baterii oraz do zasilania stacji napięciem 48 V), wydajną klimatyzację, grzejnik, wentylator awaryjny (na wypadek awarii klimatyzacji), centralkę alarmową (do przekazywania alarmów do centrum eksploatacji i utrzymania sieci), urządzenia radiolinii i urządzenie radiowe obsługujące ruch generowany przez użytkowników, anteny umieszczone na maszcie podłączone są ze stacją za pomocą niskostratnych kabli współosiowych ułożonych na drabinkach kablowych.

## Typy anten w stacjach bazowych

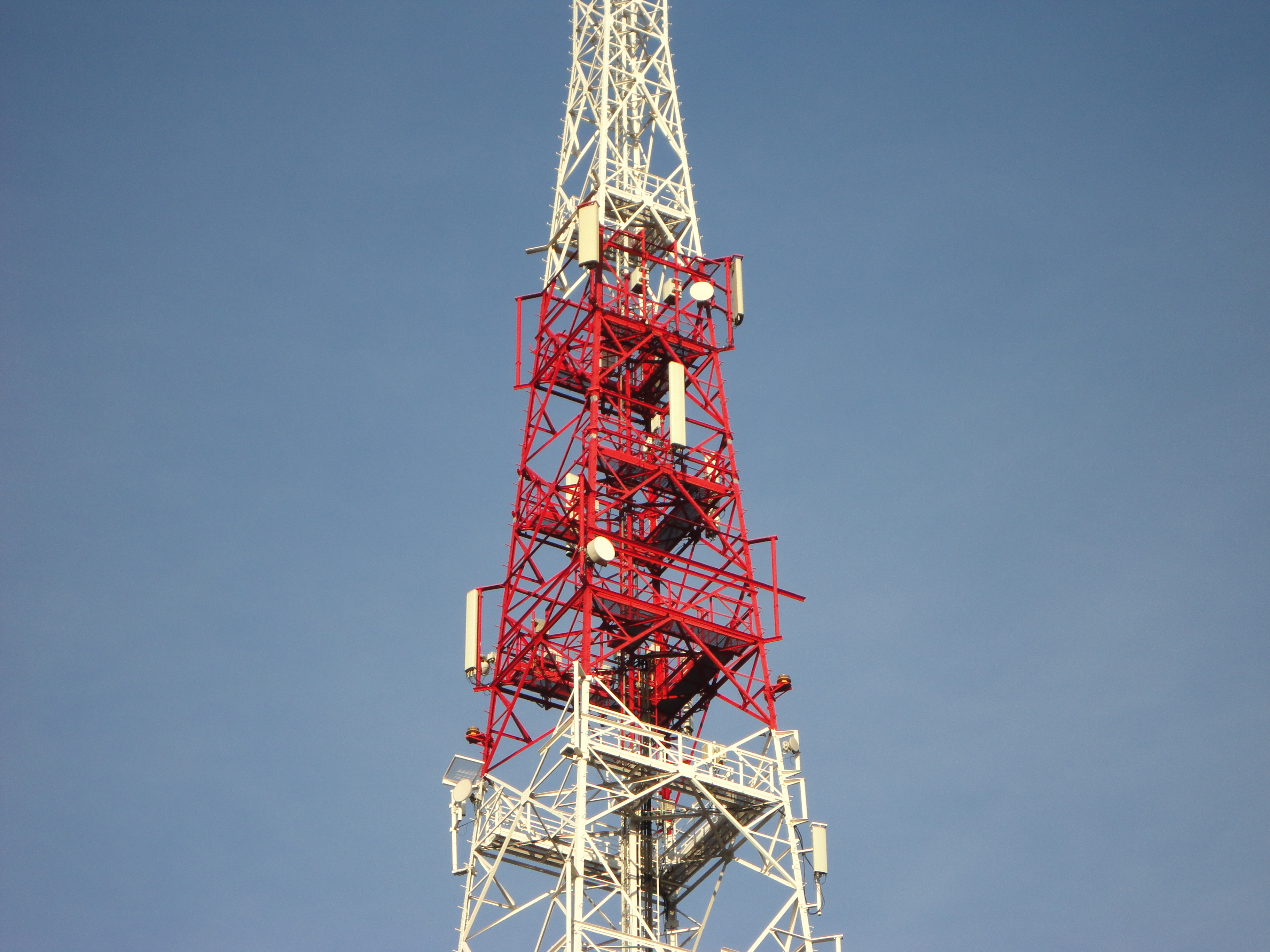
Anteny na stacji bazowej we wsi Gózd w Świętokrzyskiem

W większości instalacji stosuje się anteny kierunkowe pokrywające sygnałem 120° powierzchni. Odpowiednio umieszczony zestaw trzech anten daje pokrycie całego terenu wokół stacji bazowej. Każda z anten pozwala operatorowi na wykorzystywanie pełnego zakresu częstotliwości, jak również korzystanie z pojedynczego sektora nie wpływa na dostępność pasma na pozostałych sektorach. Popularne w systemach pierwszej generacji anteny dookolne (ang. omnidirectional antenna), w systemach drugiej i trzeciej generacji wykorzystywane są głównie w mikro- i pikokomórkach. Spotykane są nieliczne instalacje dookolne w systemach drugiej generacji. W najnowocześniejszych instalacjach coraz częściej stosuje się anteny adaptacyjne, które automatycznie zmieniają kierunek maksymalnego promieniowania.
Moc nadajnika jest uzależniona od wielkości obsługiwanej przez nią komórki.

## Maszt kratowy

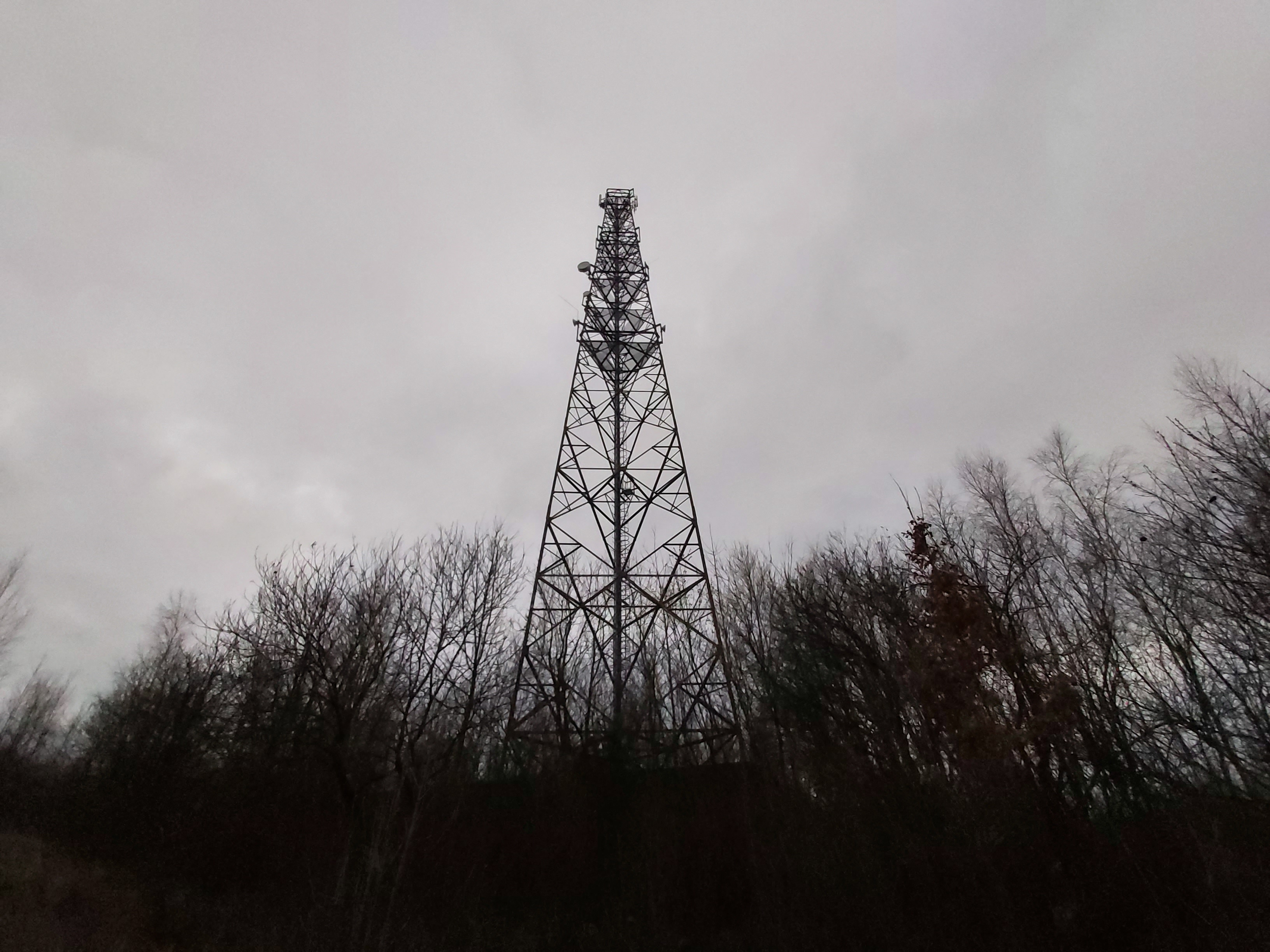
Maszt kratowy w Zaskalu w powiecie skarżyskim

Maszt kratowy jest konstrukcją wykonaną ze stali z zastosowaniem kształtowników zimnogiętych, człony o wysokościach całkowitych 5 do 10,5 m. Maszt ma podstawę w kształcie trójkąta równobocznego, stawiany jest na fundamentach w postaci żelbetowych grzybków (prefabrykaty). Maszty kratowe są o wysokościach: 15, 20, 25, 30, 35, 40, 45, 50 i 60 metrów. Zawieszenie konstrukcji wsporczych możliwe jest na dowolnej wysokości, z możliwością instalacji anten i iglicy odgromowej. Drabinkę komunikacyjną montuje się na jednej płaszczyźnie masztu. Maszt jest wyposażony w instalację odgromową oraz opcjonalnie w oświetlenie. Całkowita masa masztu (z drabinką i iglicą odgromową) zależna jest od wysokości masztu i wynosi od około 1,8 t do prawie 12 ton.

## Maszt strunobetonowy

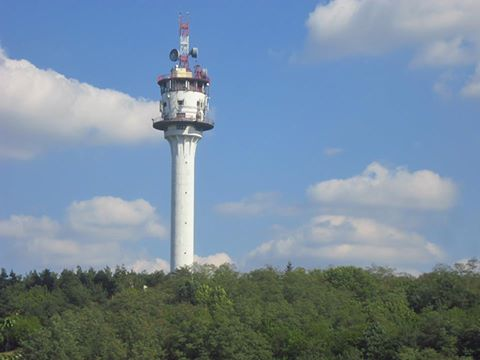
Wieża strunobetonowa stacji bazowej w Żerkowie

Maszt (wieża) jest konstrukcją strunobetonową wykonaną w technologii wirowania. Maszty strunobetonowe są o wysokościach: 15, 20, 25, 30, 35, 40, 45 i 50 metrów. Łączenie segmentów w maszt odbywa się za pomocą stalowych pierścieni ocynkowanych ogniowo skręcanych śrubami. Klasa betonu wirowanego B-50. Zawieszenie konstrukcji wsporczych możliwe jest na dowolnej wysokości. Komunikację pionową zapewniają typowe drabinki z systemem asekuracji. Maszt jest wyposażony w instalację odgromową oraz opcjonalnie w oświetlenie przeszkodowe.

## Stacje bazowe wewnątrz budynków

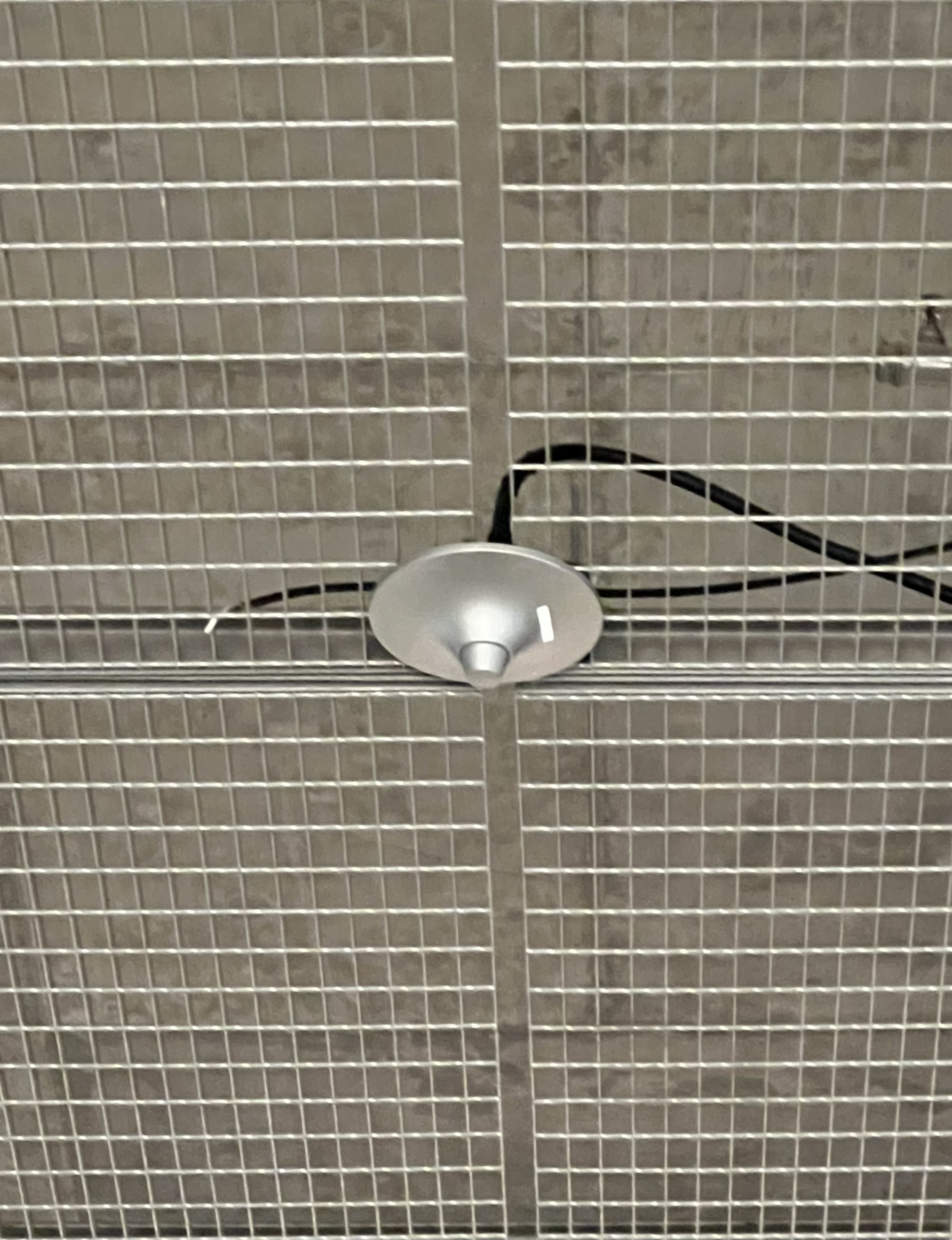
Pikokomórka w centrum handlowym Stary Browar w Poznaniu

W budynkach o dużym nasileniu połączeń (centrach handlowych, hotelach, terminalach lotniczych) instalowane są anteny sufitowe (tzw. anteny wewnętrzne omni) lub anteny ścianowe (tzw. anteny wewnętrzne sektorowe lub panelowe). Zamontowanie takich anten zdecydowanie poprawia jakość połączeń telefonicznych dla abonentów znajdujących się wewnątrz pomieszczeń. Anteny instalowane wewnątrz pomieszczeń mają częstotliwościowe pasmo pracy umożliwiające nadawanie we wszystkich trzech pasmach – GSM, DCS i UMTS.
Promieniowanie mikrofalowe wytwarzane przez anteny instalowane wewnątrz budynków propaguje się korytarzami wewnątrz budynku, podobnie jak w torze falowodowym, przez co anteny mogą pracować ze znacznie mniejszą mocą. W typowej konfiguracji stosowane są nadajniki 20 W dla systemu GSM oraz DCS oraz nadajnik 10 W dla UMTS. Moc doprowadzona do pojedynczej anteny wynosi 0,2–0,5 W. Dużą role w bilansie mocy w takich połączeniach pełni tor falowodowy, który wnosi znaczne tłumienie sygnałów dochodzących nawet do 20 dB.

## Typowe wyposażenie stacji bazowej
Wyposażenie obejmuje baterie (do zasilania awaryjnego), prostownik (do ładowania baterii oraz do zasilania stacji napięciem 48 V), wydajną klimatyzację, grzejnik, wentylator awaryjny (na wypadek awarii klimatyzacji), centralkę alarmową (do przekazywania alarmów do Centrum Utrzymania i Eksploatacji Sieci (OMC)), urządzenia radiolinii i urządzenie radiowe obsługujące ruch generowany przez użytkowników (BTS), anteny umieszczone na maszcie podłączone są ze stacją za pomocą niskostratnych kabli współosiowych (feeder) ułożonych na drabinkach kablowych. W Polsce stacje bazowe najczęściej mają trzy sektory (komórki) każdy sektor obsługiwany jest przez osobną antenę lub zestaw dwóch anten, w większości instalacji stosuje się anteny kierunkowe pokrywające sygnałem 120° powierzchni (odpowiednio umieszczony zestaw trzech anten daje pokrycie całego terenu wokół stacji bazowej). Popularne w systemach pierwszej generacji anteny dookolne (ang. omnidirectional antenna) w systemach drugiej i trzeciej generacji wykorzystywane są wyłącznie w mikro i pikokomórkach. W najnowocześniejszych instalacjach coraz częściej stosuje się anteny, które automatycznie zmieniają kierunek maksymalnego promieniowania. Moc nadajnika jest uzależniona od wielkości obsługiwanej przez nią komórki.
Wydzielone pomieszczenie powinno mieć powierzchnię około 10 m² i wysokość w świetle minimum 2,5 m. W pomieszczeniu tym na 4–5 stelażach o wymiarach przybliżonych do 45 cm szerokości – 60 cm głębokości – 200 cm wysokości zainstalowany będzie sprzęt nadawczo – odbiorczy, komutacyjny, klimatyzacja, okablowanie sprzętu itp. Pomieszczenie powinno posiadać ogniotrwałe drzwi z bezpiecznym zamkiem. W przypadkach kiedy wewnętrzne pomieszczenie nie byłoby dostępne, wówczas zainstaluje na dachu lub w innym uzgodnionym miejscu prefabrykowane pomieszczenie kontenerowe o przybliżonych wymiarach 2,5 × 4 m, w którym zostanie zainstalowany wyżej wymieniony sprzęt.

## Kontenery

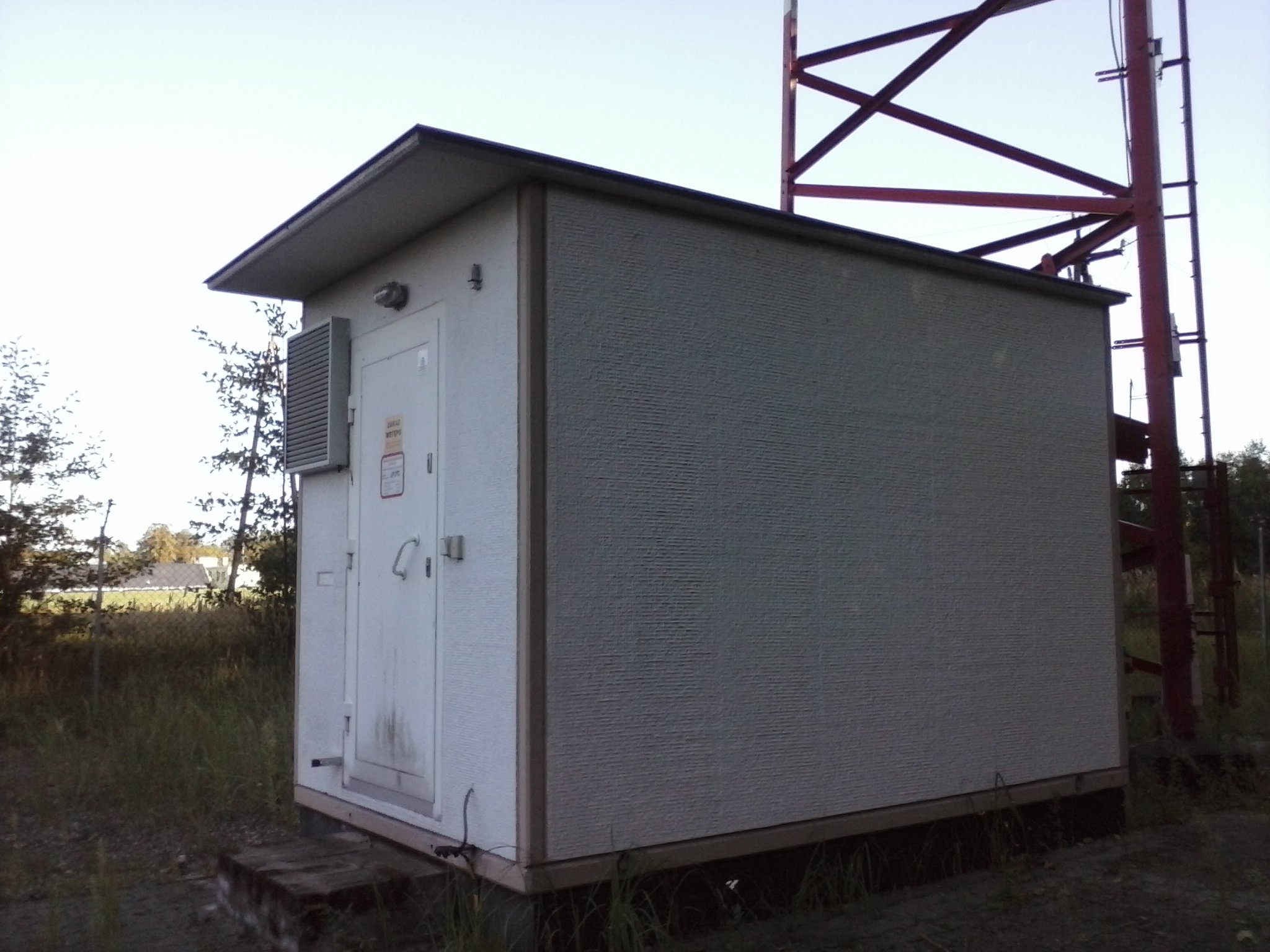
Kontener betonowy sieci Orange w Tarcach k. Jarocina

Kontener betonowy – charakteryzuje się solidną konstrukcją, która predysponuje go do zastosowania w miejscach o szczególnych wymaganiach w zakresie zabezpieczenia przed nieuprawnionym dostępem i odporności na wandalizm. Jego średnia masa wynosi około 8 ton. Kontener betonowy charakteryzuje się mocną i trwałą konstrukcją ze skutecznym zabezpieczeniem antywłamaniowym, dobrą izolacyjnością termiczną, bardzo dobrą izolacyjnością wilgotnościową, trwałością i estetycznym wyglądem przez wiele lat.

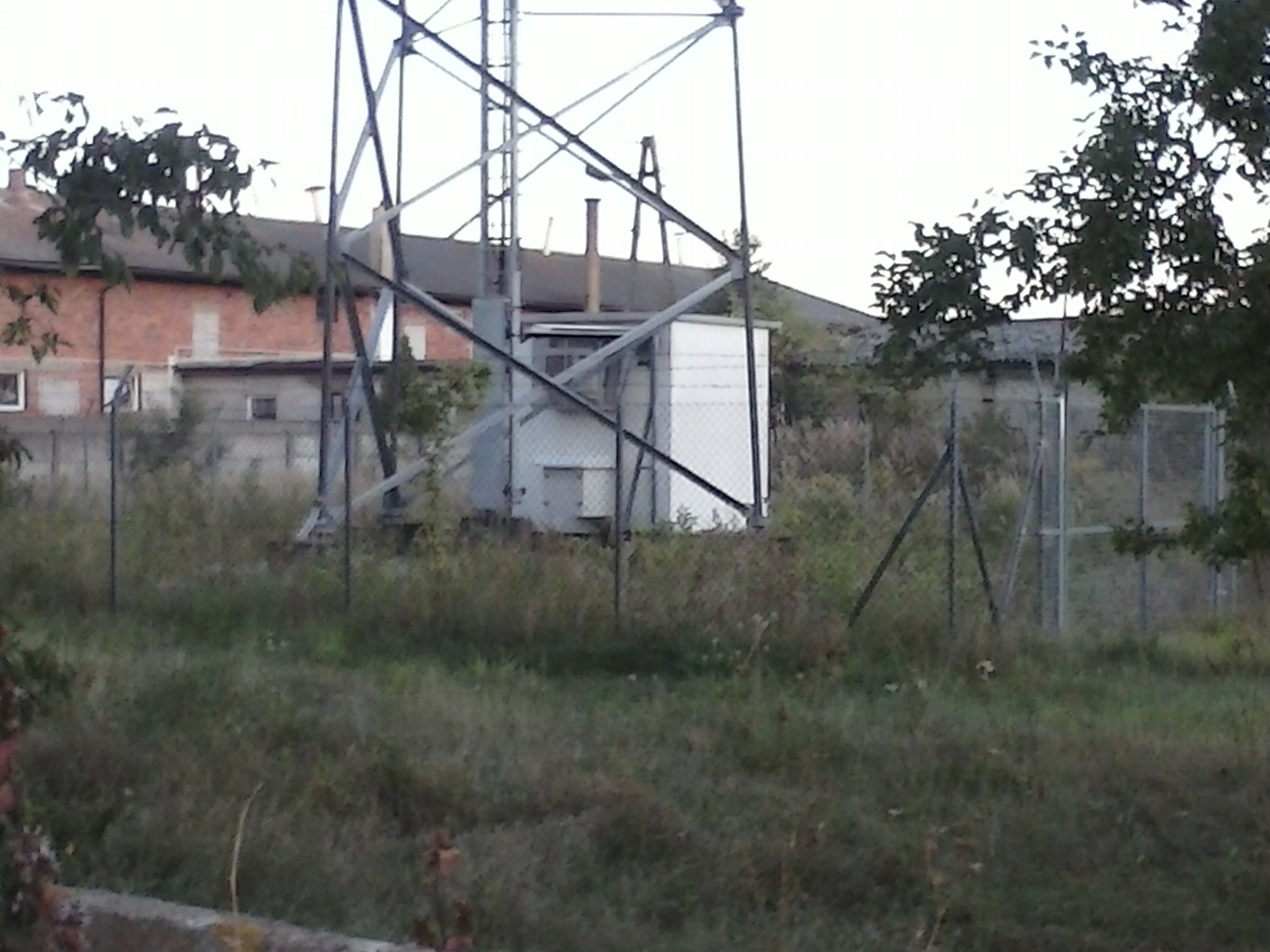
Kontener laminatowy sieci Plus w Lubinii Małej k. Jarocina

Kontener laminatowy – charakteryzuje się niewielką masą, która predysponuje go do zastosowania w miejscach nietypowych lub trudno dostępnych, takich jak np. dachy budynków. Kontener laminatowy charakteryzuje się: szybką budową z warstwowych płyt, dowolnością wymiarową, bardzo dobrą izolacyjnością termiczną, bardzo dobrą izolacyjnością wilgotnościową, niewielką masą.
Kontener stalowy – charakteryzuje się niewielką masą, która predysponuje go do zastosowania w miejscach nietypowych lub trudno dostępnych, takich jak np. dachy budynków. Średnia masa kontenera stalowego wynosi około 3,5 tony. Kontener stalowy charakteryzuje się: mocną i trwałą konstrukcją, skutecznym zabezpieczeniem antywłamaniowym, dobrą izolacyjnością termiczną, bardzo dobrą izolacyjnością wilgotnościowa, wyjątkową trwałością i estetyczny wygląd przez wiele lat.
Kontenery wyposażone są w: instalację elektryczną, system klimatyzacji i wentylacji, system zasilania awaryjnego, systemy alarmów włamaniowych i pożarowych.

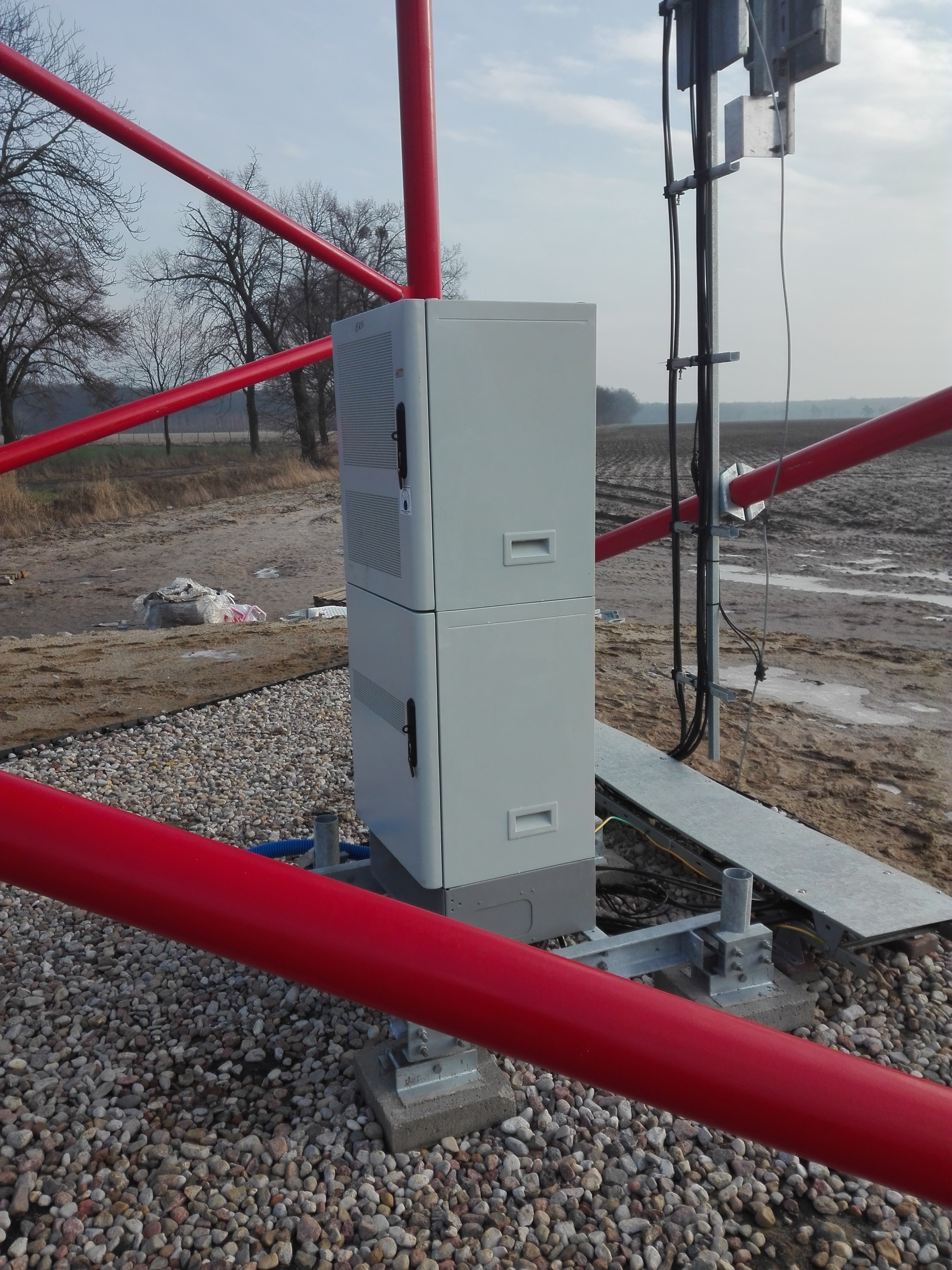
Szafa zewnętrzna sieci Play

## Szafy zewnętrzne
Zabezpieczają zainstalowane urządzenia przed działaniem czynników zewnętrznych: deszczu, śniegu, promieniowania słonecznego, zapylenia. Zabezpieczają aparaturę przed dostępem nieupoważnionych osób i zniszczeniem.
Szafy zewnętrzne podtrzymają odpowiednią temperaturę, którą można regulować w zależności od zainstalowanej w nich aparatury. Dobór urządzenia klimatycznego zależy od zadanych norm klimatycznych, mocy sprzętu aktywnego i gabarytów szafy. Istnieje możliwość montowania urządzenia klimatycznego wewnątrz i zewnątrz szafy. Przy montowaniu wewnętrznym urządzenie klimatyczne umieszcza się na drzwiach lub na osłonach bocznych szafy tak, żeby zagwarantować dostęp do niego w celu jego obsługiwania.

## Galeria

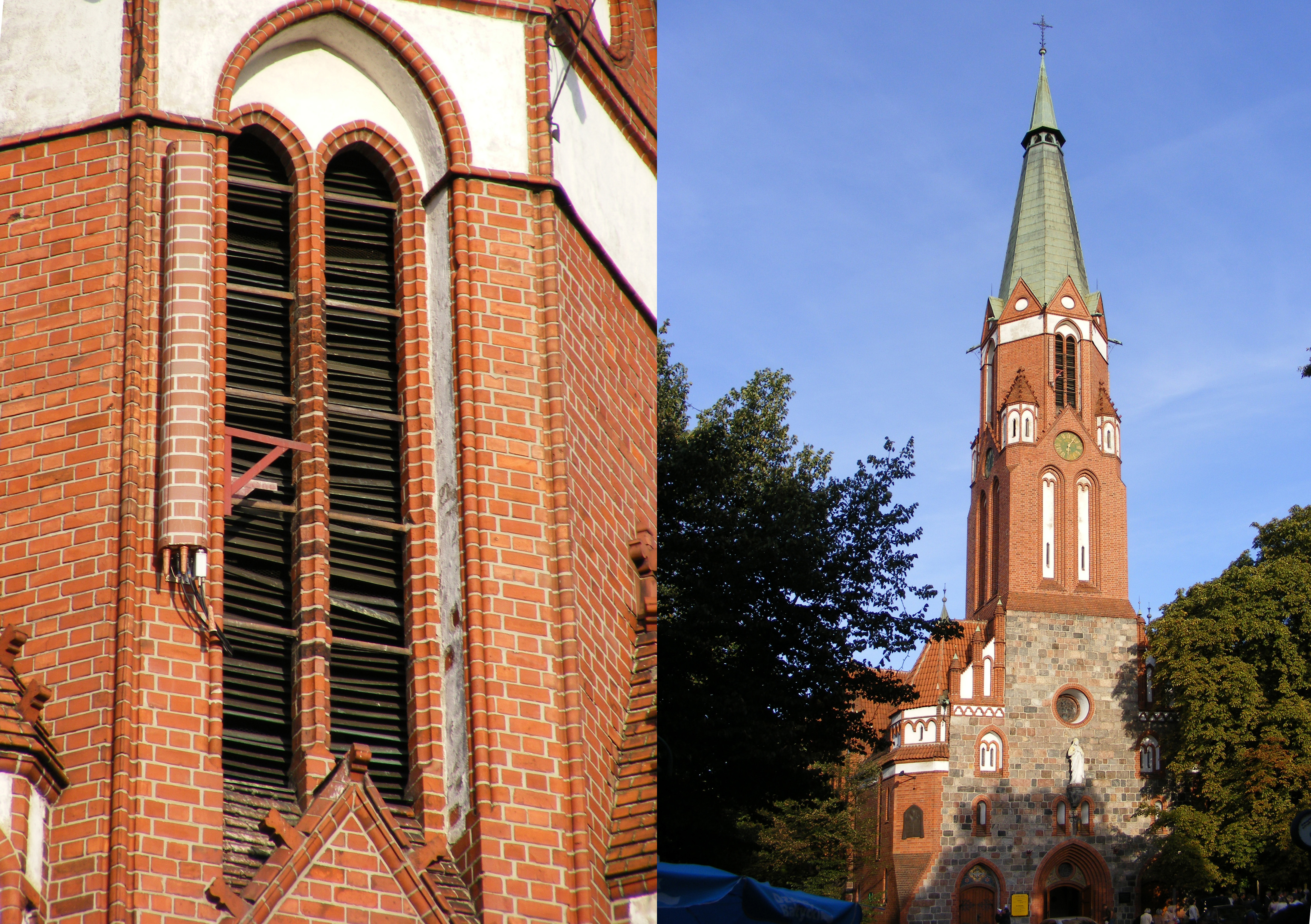
Stacja bazowa, której anteny zamontowano w sposób nieingerujący  w pierwotny wyglądu budynku
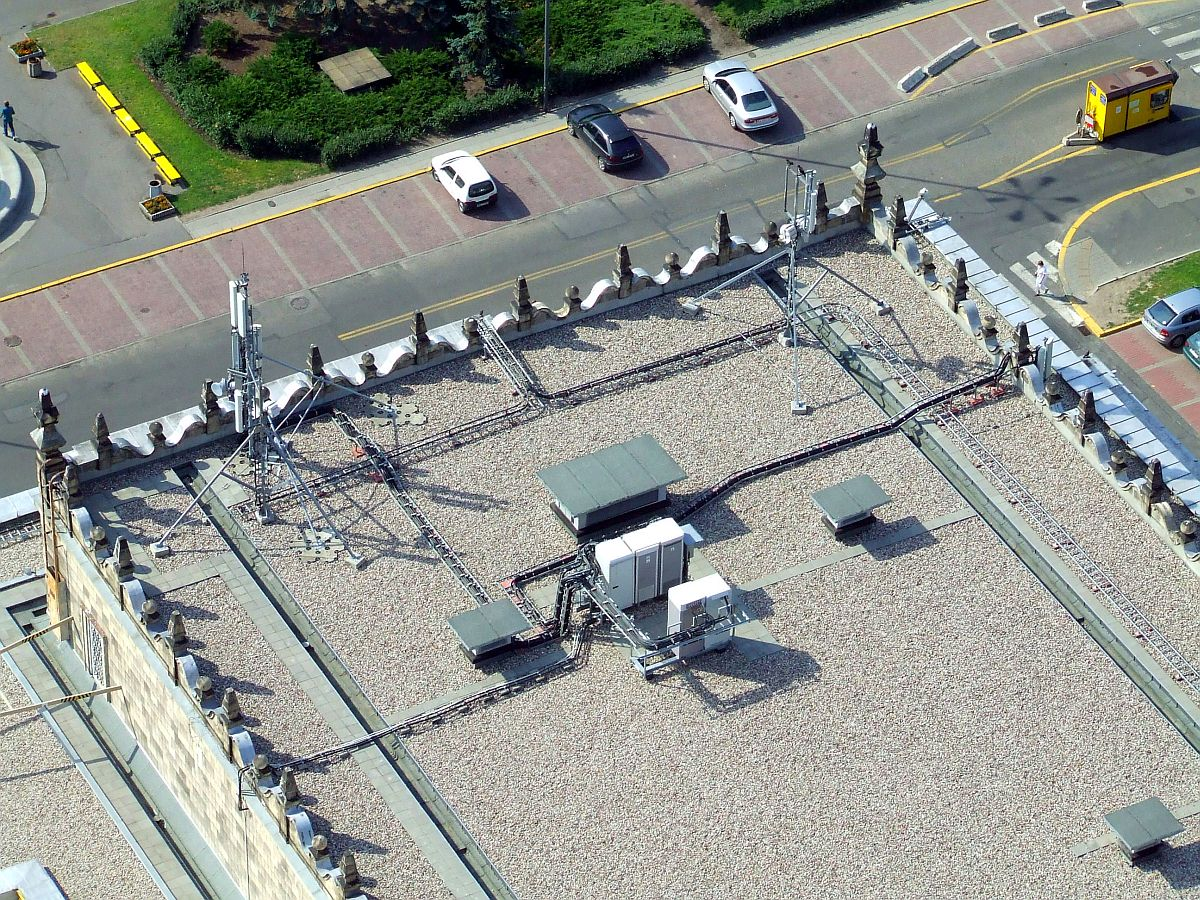
Typowa stacja bazowa telefonii komórkowej na dachu budynku (PKiN)
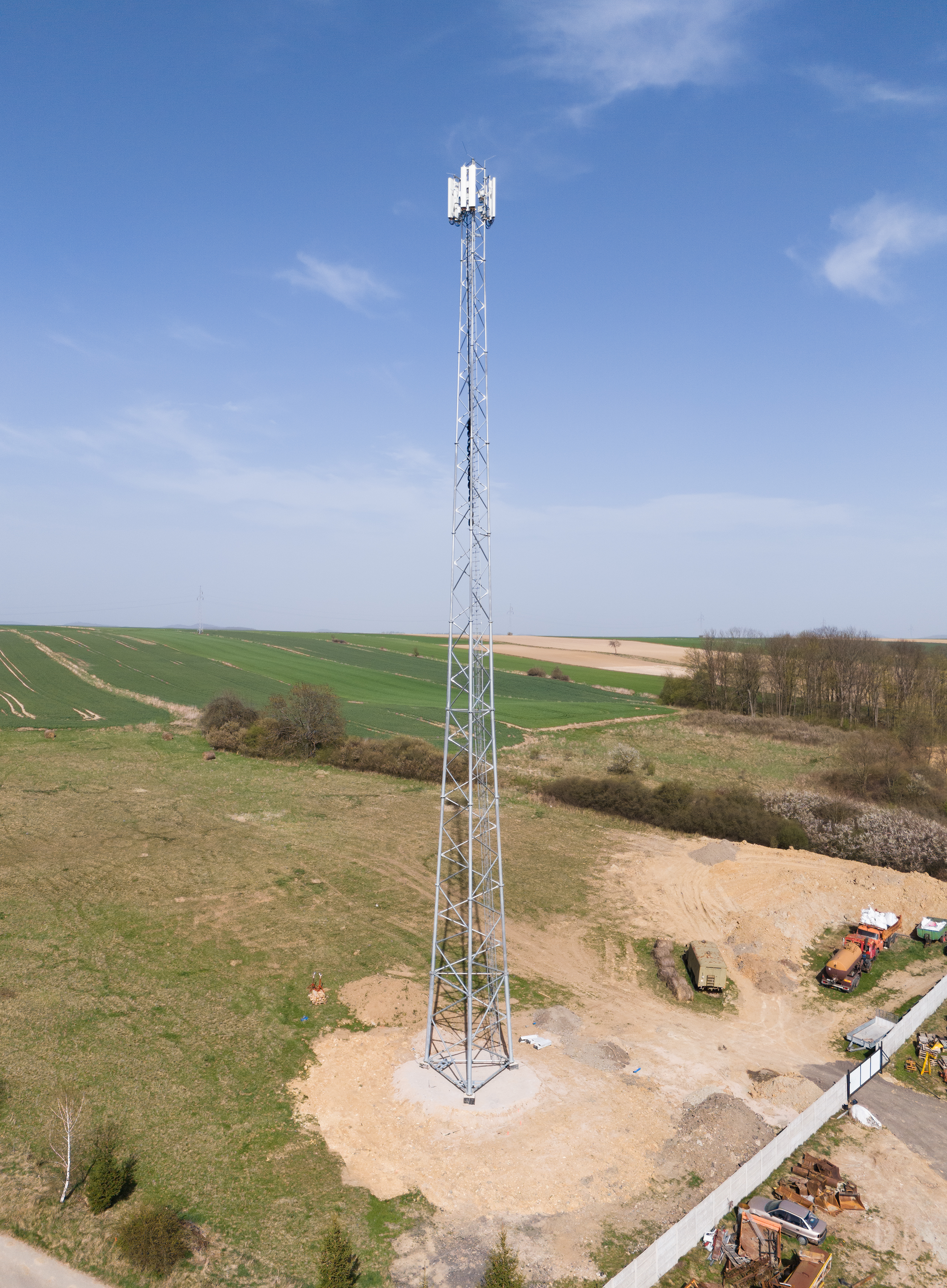
Stacja przekaźnikowa w Szalejowie Górnym
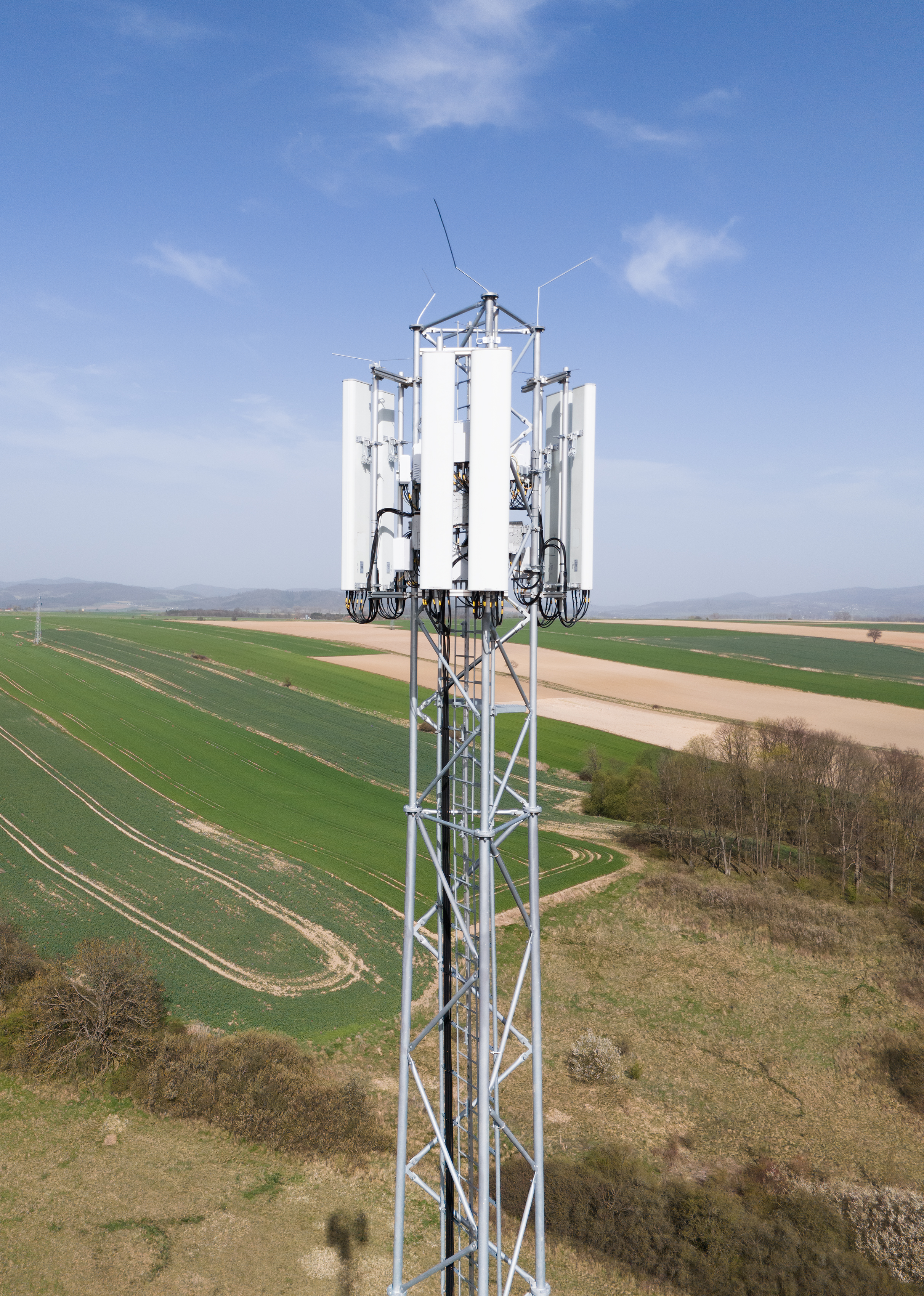
Zbliżenie na anteny
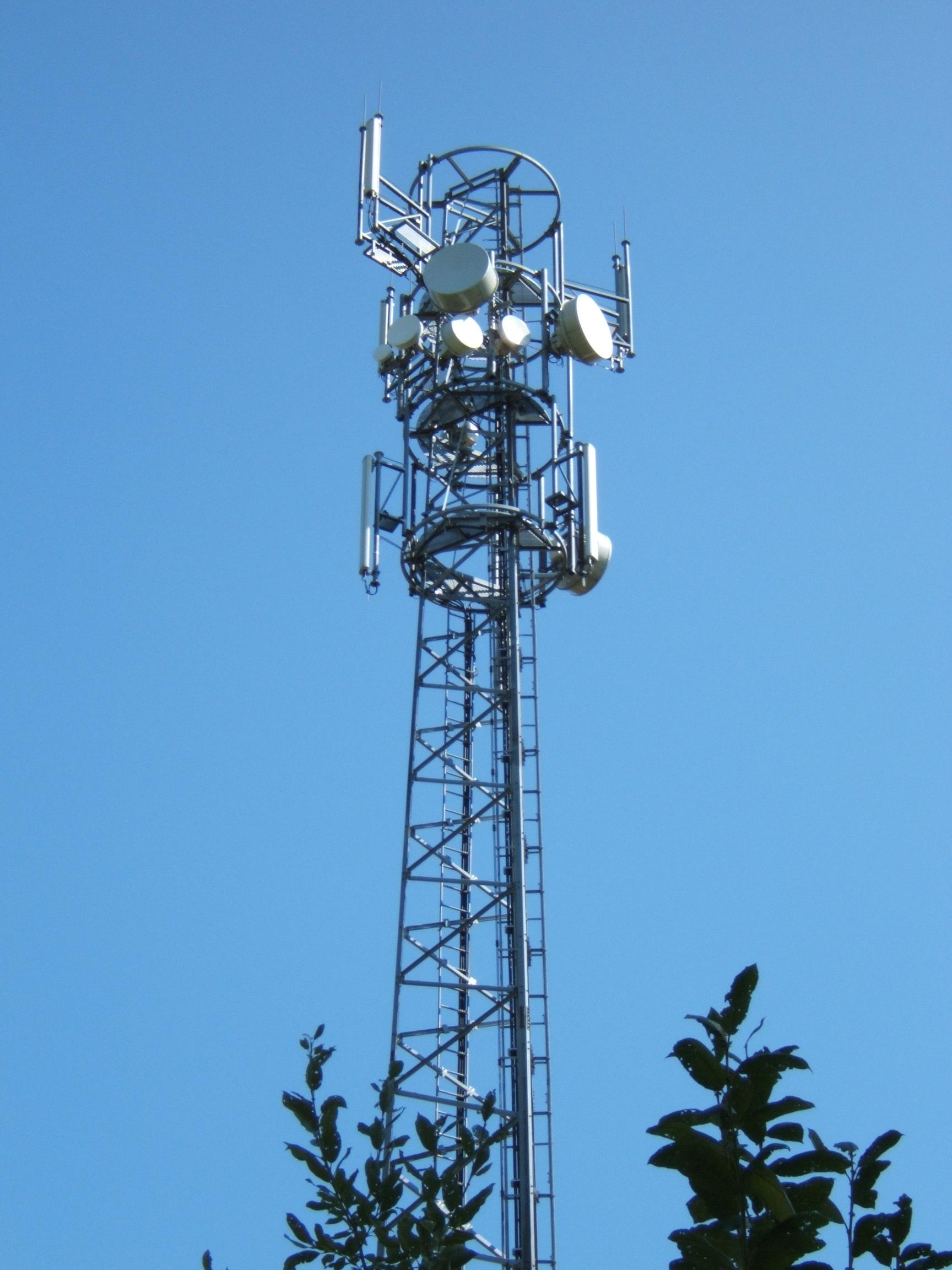
Anteny kilku operatorów różnych systemów
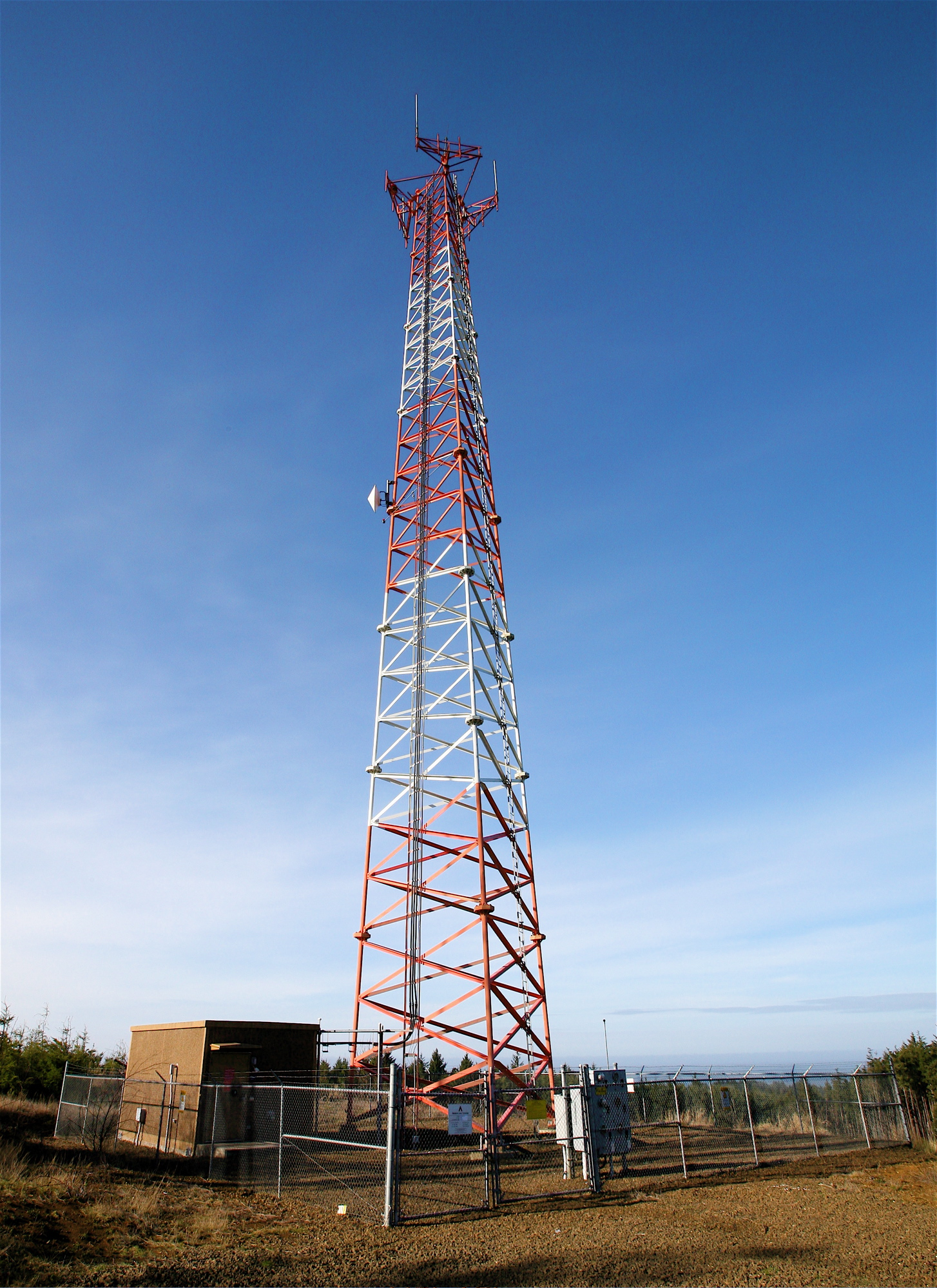
Stacja bazowa w USA (anteny dookolne)
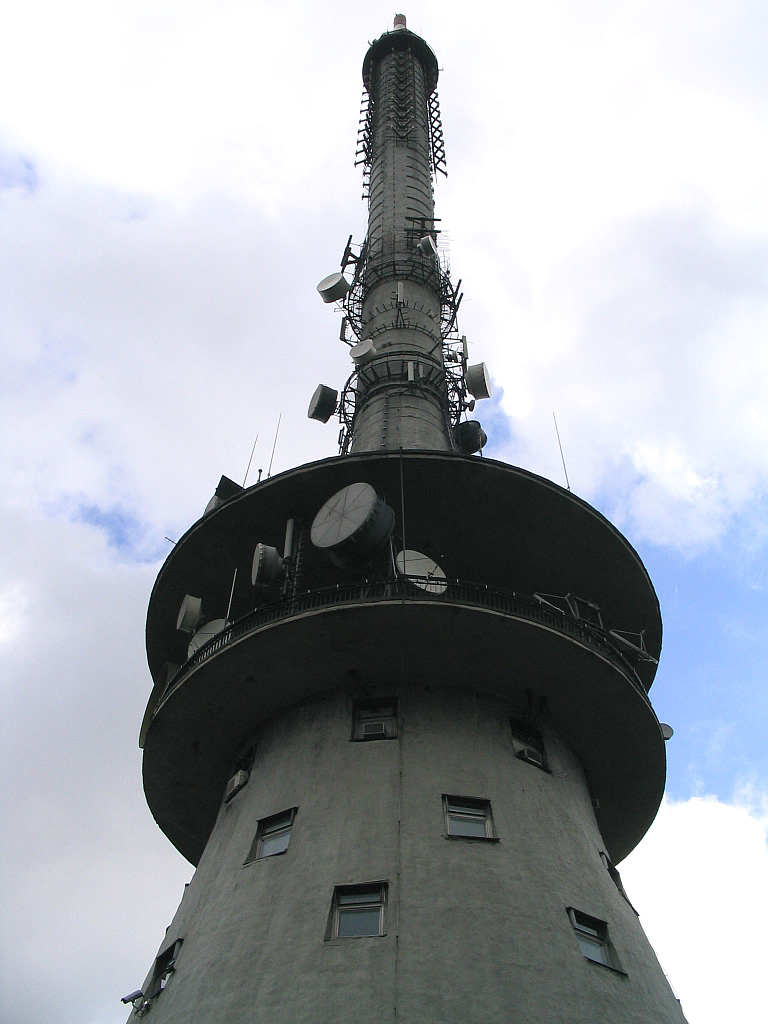
Stacja przekaźnikowa na Łysej Górze
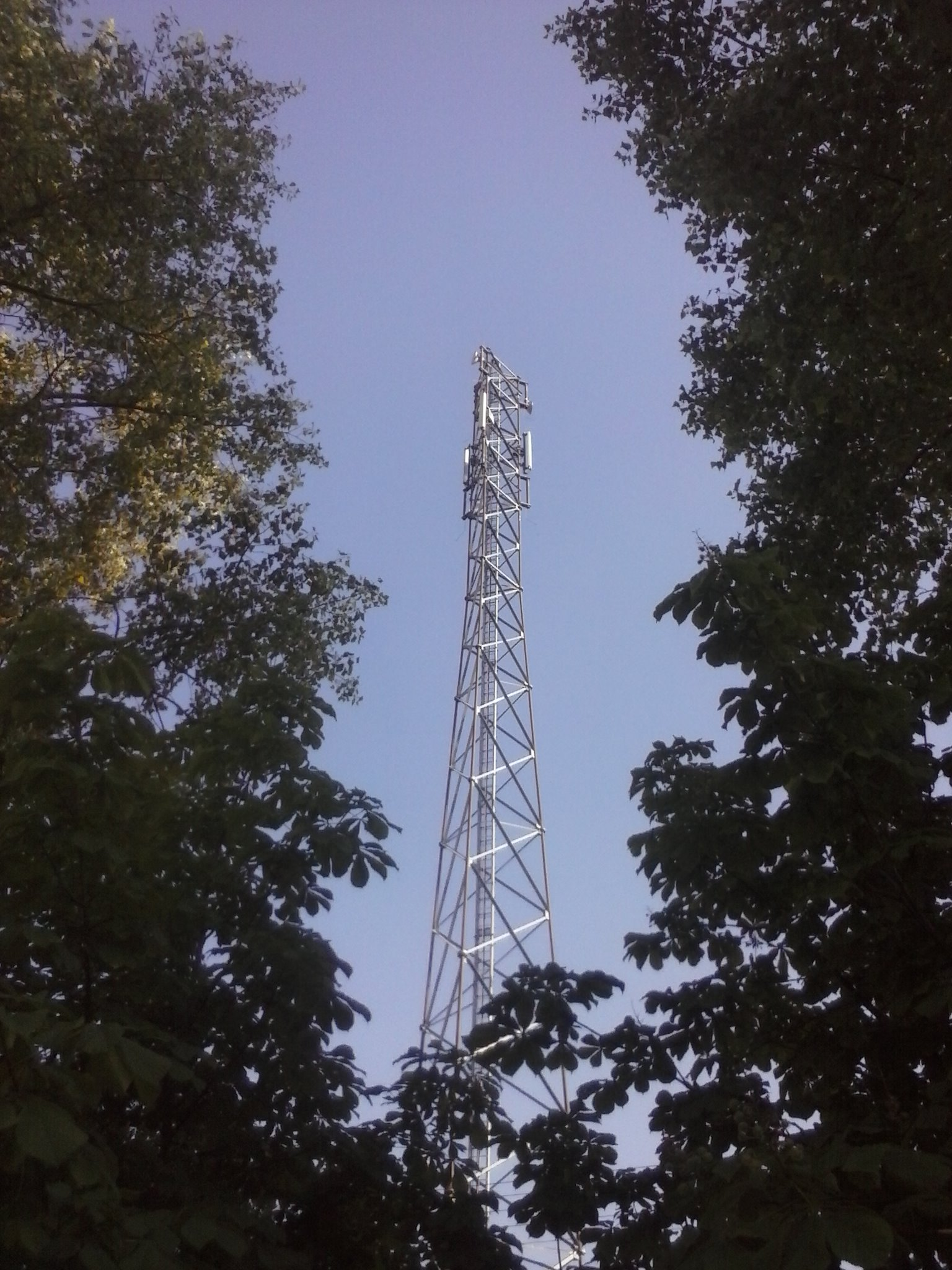
Maszt kratowy sieci Plus w Lubinii Małej k. Jarocina